# Convocações para a Copa da Ásia de 2019
Este artigo lista os convocados para a Copa da Ásia de 2019 competição que será realizada nos Emirados Árabes Unidos, entre 5 de janeiro de 1 de fevereiro de 2019. Um total de 23 jogadores foram convocados, sendo no mínimo 3 goleiros. Todas as seleções precisavam enviar uma lista provisória entre 18 a 50 atletas.
A substituição de jogadores lesionados foi liberada 6 horas antes do primeiro jogo de cada seleção. A AFC divulgou a
lista definitiva de convocados em seu site em 27 de dezembro de 2018.

## Grupo A

### Bahrein
- Treinador:  Miroslav Soukup

| No. | Pos. | Jogador             | Idade                             | Jogos | Gols | Clube                 |
| --- | ---- | ------------------- | --------------------------------- | ----- | ---- | --------------------- |
| 1   | GR   | Sayed Shubbar Alawi | 11 de agosto de 1985 (33 anos)    | 8     | 0    | Al-Najma              |
| 2   | D    | Sayed Baqer         | 14 de abril de 1994 (24 anos)     | 5     | 0    | Al-Nasr               |
| 3   | D    | Waleed Al Hayam     | 3 de fevereiro de 1991 (27 anos)  | 46    | 0    | Al-Muharraq           |
| 4   | M    | Sayed Dhiya Saeed   | 17 de julho de 1992 (26 anos)     | 66    | 5    | Al-Nasr               |
| 5   | D    | Hamad Al-Shamsan    | 29 de setembro de 1997 (21 anos)  | 0     | 0    | Al-Riffa              |
| 6   | D    | Ahmed Merza         | 24 de fevereiro de 1991 (27 anos) | 0     | 0    | Al-Hidd               |
| 7   | M    | Abdulwahab Al-Safi  | 4 de junho de 1984 (34 anos)      | 82    | 1    | Al-Muharraq (captain) |
| 8   | M    | Mohamed Marhoon     | 12 de fevereiro de 1998 (20 anos) | 0     | 0    | Al-Riffa              |
| 9   | A    | Mahdi Al-Humaidan   | 19 de maio de 1993 (25 anos)      | 0     | 0    | Al-Ahli               |
| 10  | A    | Abdulla Yusuf Helal | 12 de junho de 1993 (25 anos)     | 37    | 3    | Bohemians             |
| 11  | M    | Ali Madan           | 30 de novembro de 1995 (23 anos)  | 17    | 3    | Al-Najma              |
| 12  | D    | Ahmed Juma          | 8 de outubro de 1992 (26 anos)    | 3     | 0    | Al-Muharraq           |
| 13  | A    | Mohamed Al Romaihi  | 9 de setembro de 1990 (28 anos)   | 8     | 2    | Manama Club           |
| 14  | M    | Ali Haram           | 11 de dezembro de 1988 (30 anos)  | 3     | 0    | Al-Riffa              |
| 15  | M    | Jasim Al-Shaikh     | 1 de fevereiro de 1996 (22 anos)  | 1     | 0    | Al-Ahli               |
| 16  | D    | Sayed Redha Isa     | 7 de agosto de 1994 (24 anos)     | 13    | 0    | Al-Riffa              |
| 17  | D    | Ahmed Bughammar     | 30 de dezembro de 1997 (21 anos)  | 3     | 0    | Al-Hidd               |
| 18  | D    | Ahmed Abdulla       | 1 de abril de 1987 (31 anos)      | 17    | 0    | Al-Najma              |
| 19  | M    | Komail Al Aswad     | 8 de abril de 1994 (24 anos)      | 26    | 2    | Al-Riffa              |
| 20  | A    | Sami Al-Husaini     | 29 de setembro de 1989 (29 anos)  | 53    | 7    | East Riffa            |
| 21  | GR   | Yusuf Habib         | 9 de janeiro de 1998 (20 anos)    | 0     | 0    | Malkiya Club          |
| 22  | GR   | Abdulkarim Fardan   | 25 de abril de 1992 (26 anos)     | 0     | 0    | Al-Riffa              |
| 23  | M    | Jamal Rashid        | 7 de novembro de 1988 (30 anos)   | 30    | 4    | Al-Muharraq           |

### Emirados Árabes
Treinador:  Alberto Zaccheroni
| No. | Pos. | Jogador             | Idade                            | Jogos | Gols | Clube              |
| --- | ---- | ------------------- | -------------------------------- | ----- | ---- | ------------------ |
| 1   | GR   | Ali Khasif          | 9 de junho de 1987 (31 anos)     | 52    | 0    | Al-Jazira          |
| 2   | M    | Ali Salmeen         | 4 de fevereiro de 1995 (23 anos) | 15    | 1    | Al-Wasl            |
| 3   | D    | Walid Abbas         | 11 de junho de 1985 (33 anos)    | 78    | 5    | Shabab Al-Ahli     |
| 4   | D    | Khalifa Mubarak     | 30 de outubro de 1993 (25 anos)  | 11    | 0    | Al-Nasr            |
| 5   | M    | Amer Abdulrahman    | 3 de julho de 1989 (29 anos)     | 73    | 2    | Al-Ain             |
| 6   | D    | Fares Juma          | 30 de dezembro de 1988 (30 anos) | 45    | 2    | Al-Jazira          |
| 7   | A    | Ali Mabkhout        | 5 de outubro de 1990 (28 anos)   | 73    | 46   | Al-Jazira          |
| 8   | M    | Majed Hassan        | 1 de agosto de 1992 (26 anos)    | 33    | 2    | Shabab Al-Ahli     |
| 9   | D    | Bandar Al-Ahbabi    | 9 de julho de 1990 (28 anos)     | 6     | 0    | Al-Ain             |
| 10  | A    | Ismail Matar        | 7 de abril de 1983 (35 anos)     | 123   | 42   | Al-Wahda (captain) |
| 11  | A    | Ahmed Khalil        | 8 de junho de 1991 (27 anos)     | 99    | 46   | Shabab Al-Ahli     |
| 12  | D    | Khalifa Al Hammadi  | 7 de novembro de 1998 (20 anos)  | 0     | 0    | Al-Jazira          |
| 13  | M    | Khamis Esmaeel      | 16 de agosto de 1989 (29 anos)   | 70    | 0    | Al-Wasl            |
| 14  | A    | Mohammed Khalvan    | 29 de dezembro de 1992 (26 anos) | 0     | 0    | Al-Fujairah        |
| 15  | M    | Ismail Al Hammadi   | 1 de julho de 1988 (30 anos)     | 96    | 13   | Shabab Al-Ahli     |
| 16  | M    | Mohamed Abdulrahman | 4 de fevereiro de 1989 (29 anos) | 29    | 1    | Al-Ain             |
| 17  | GR   | Khalid Eisa         | 15 de setembro de 1989 (29 anos) | 39    | 0    | Al-Ain             |
| 18  | D    | Al Hassan Saleh     | 25 de junho de 1991 (27 anos)    | 3     | 1    | Al-Sharjah         |
| 19  | D    | Ismail Ahmed        | 7 de julho de 1983 (35 anos)     | 34    | 2    | Al-Ain             |
| 20  | M    | Saif Rashid         | 25 de novembro de 1994 (24 anos) | 3     | 1    | Al-Sharjah         |
| 21  | M    | Khalfan Mubarak     | 9 de maio de 1995 (23 anos)      | 5     | 0    | Al-Jazira          |
| 22  | GR   | Mohamed Al Shamsi   | 4 de janeiro de 1997 (22 anos)   | 0     | 0    | Al-Wahda           |
| 23  | D    | Mohamed Ahmed       | 16 de abril de 1989 (29 anos)    | 62    | 0    | Al-Ain             |

### Índia
Treinador:  Stephen Constantine
| No. | Pos. | Jogador               | Idade                             | Jogos | Gols | Clube            |
| --- | ---- | --------------------- | --------------------------------- | ----- | ---- | ---------------- |
| 1   | GR   | Gurpreet Singh Sandhu | 3 de fevereiro de 1992 (26 anos)  | 26    | 0    | Bengaluru        |
| 2   | D    | Salam Ranjan Singh    | 4 de dezembro de 1995 (23 anos)   | 10    | 0    | East Bengal      |
| 3   | D    | Subhasish Bose        | 18 de agosto de 1995 (23 anos)    | 9     | 0    | Mumbai City      |
| 4   | D    | Sarthak Golui         | 3 de novembro de 1997 (21 anos)   | 3     | 0    | Pune City        |
| 5   | D    | Sandesh Jhingan       | 21 de julho de 1993 (25 anos)     | 27    | 4    | Kerala Blasters  |
| 6   | M    | Germanpreet Singh     | 24 de junho de 1996 (22 anos)     | 3     | 0    | Chennaiyin       |
| 7   | M    | Anirudh Thapa         | 15 de janeiro de 1998 (20 anos)   | 10    | 0    | Chennaiyin       |
| 8   | M    | Vinit Rai             | 10 de novembro de 1997 (21 anos)  | 6     | 0    | Delhi Dynamos    |
| 9   | A    | Sumeet Passi          | 12 de setembro de 1994 (24 anos)  | 6     | 1    | Jamshedpur       |
| 10  | A    | Balwant Singh         | 15 de dezembro de 1986 (32 anos)  | 9     | 3    | ATK              |
| 11  | A    | Sunil Chhetri         | 3 de agosto de 1984 (34 anos)     | 103   | 65   | Bengaluru        |
| 12  | A    | Jeje Lalpekhlua       | 7 de janeiro de 1991 (27 anos)    | 52    | 22   | Chennaiyin       |
| 13  | M    | Ashique Kuruniyan     | 14 de junho de 1997 (21 anos)     | 8     | 1    | Pune City        |
| 14  | M    | Pronay Halder         | 25 de fevereiro de 1993 (25 anos) | 11    | 1    | ATK              |
| 15  | M    | Udanta Singh          | 14 de junho de 1996 (22 anos)     | 13    | 1    | Bengaluru        |
| 16  | GR   | Vishal Kaith          | 22 de julho de 1996 (22 anos)     | 4     | 0    | Pune City        |
| 17  | M    | Rowllin Borges        | 5 de junho de 1992 (26 anos)      | 25    | 1    | NorthEast United |
| 18  | M    | Jackichand Singh      | 17 de março de 1992 (26 anos)     | 16    | 3    | Goa              |
| 19  | M    | Halicharan Narzary    | 10 de maio de 1994 (24 anos)      | 21    | 1    | Kerala Blasters  |
| 20  | D    | Pritam Kotal          | 8 de setembro de 1993 (25 anos)   | 28    | 0    | Delhi Dynamos    |
| 21  | D    | Narayan Das           | 25 de setembro de 1993 (25 anos)  | 28    | 1    | Delhi Dynamos    |
| 22  | D    | Anas Edathodika       | 15 de fevereiro de 1987 (31 anos) | 10    | 0    | Kerala Blasters  |
| 23  | GR   | Amrinder Singh        | 27 de maio de 1993 (25 anos)      | 2     | 0    | Mumbai City      |

### Tailândia
Treinador:  Milovan Rajevac
| No. | Pos. | Jogador                 | Idade                            | Jogos | Gols | Clube                       |
| --- | ---- | ----------------------- | -------------------------------- | ----- | ---- | --------------------------- |
| 1   | GR   | Chatchai Budprom        | 4 de fevereiro de 1987 (31 anos) | 7     | 0    | BG Pathum United            |
| 2   | M    | Sasalak Haiprakhon      | 8 de janeiro de 1995 (23 anos)   | 4     | 0    | Buriram United              |
| 3   | D    | Theerathon Bunmathan    | 6 de fevereiro de 1990 (28 anos) | 52    | 5    | Muangthong United           |
| 4   | D    | Chalermpong Kerdkaew    | 7 de outubro de 1986 (32 anos)   | 16    | 0    | Nakhon Ratchasima           |
| 5   | D    | Adisorn Promrak         | 21 de outubro de 1993 (25 anos)  | 27    | 0    | Muangthong United           |
| 6   | D    | Pansa Hemviboon         | 8 de julho de 1990 (28 anos)     | 15    | 4    | Buriram United              |
| 7   | M    | Sumanya Purisai         | 5 de dezembro de 1986 (32 anos)  | 18    | 0    | Bangkok United              |
| 8   | M    | Thitipan Puangchan      | 1 de setembro de 1993 (25 anos)  | 24    | 5    | BG Pathum United            |
| 9   | A    | Adisak Kraisorn         | 1 de fevereiro de 1991 (27 anos) | 33    | 16   | Muangthong United           |
| 10  | A    | Teerasil Dangda         | 6 de junho de 1988 (30 anos)     | 95    | 42   | Muangthong United (captain) |
| 11  | D    | Korrakot Wiriyaudomsiri | 19 de janeiro de 1988 (30 anos)  | 10    | 1    | Buriram United              |
| 12  | A    | Chananan Pombuppha      | 17 de março de 1992 (26 anos)    | 7     | 0    | Suphanburi                  |
| 13  | GR   | Saranon Anuin           | 24 de março de 1994 (24 anos)    | 0     | 0    | Chiangrai United            |
| 14  | M    | Sanrawat Dechmitr       | 3 de agosto de 1989 (29 anos)    | 27    | 0    | Bangkok United              |
| 15  | D    | Suphan Thongsong        | 26 de agosto de 1994 (24 anos)   | 2     | 0    | Suphanburi                  |
| 16  | D    | Mika Chunuonsee         | 26 de março de 1989 (29 anos)    | 4     | 0    | Bangkok United              |
| 17  | M    | Tanaboon Kesarat        | 21 de setembro de 1993 (25 anos) | 40    | 1    | BG Pathum United            |
| 18  | M    | Chanathip Songkrasin    | 5 de outubro de 1993 (25 anos)   | 46    | 5    | Consadole Sapporo           |
| 19  | D    | Tristan Do              | 31 de janeiro de 1993 (25 anos)  | 24    | 0    | Bangkok United              |
| 20  | A    | Siroch Chatthong        | 8 de dezembro de 1992 (26 anos)  | 24    | 3    | PT Prachuap                 |
| 21  | M    | Pokklaw Anan            | 4 de março de 1991 (27 anos)     | 40    | 6    | Bangkok United              |
| 22  | A    | Supachai Jaided         | 1 de dezembro de 1998 (20 anos)  | 8     | 3    | Buriram United              |
| 23  | GR   | Siwarak Tedsungnoen     | 20 de abril de 1984 (34 anos)    | 13    | 0    | Buriram United              |

## Grupo B

### Austrália
Treinador:  Graham Arnold
| No. | Pos. | Jogador           | Idade                             | Jogos | Gols | Clube                    |
| --- | ---- | ----------------- | --------------------------------- | ----- | ---- | ------------------------ |
| 1   | GR   | Mathew Ryan       | 8 de abril de 1992 (26 anos)      | 50    | 0    | Brighton & Hove Albion   |
| 2   | D    | Milos Degenek     | 28 de abril de 1994 (24 anos)     | 20    | 1    | Red Star Belgrade        |
| 3   | D    | Alex Gersbach     | 8 de maio de 1997 (21 anos)       | 6     | 0    | Rosenborg BK             |
| 4   | D    | Rhyan Grant       | 26 de fevereiro de 1991 (27 anos) | 2     | 0    | Sydney FC                |
| 5   | D    | Mark Milligan     | 4 de agosto de 1985 (33 anos)     | 74    | 6    | Hibernian (Captain)      |
| 6   | D    | Matthew Jurman    | 8 de dezembro de 1989 (29 anos)   | 6     | 0    | Al-Ittihad               |
| 7   | A    | Mathew Leckie     | 4 de fevereiro de 1991 (27 anos)  | 59    | 9    | Hertha BSC               |
| 8   | M    | Massimo Luongo    | 25 de julho de 1992 (26 anos)     | 38    | 6    | QPR                      |
| 9   | A    | Jamie Maclaren    | 29 de julho de 1993 (25 anos)     | 8     | 0    | Hibernian                |
| 10  | A    | Robbie Kruse      | 5 de outubro de 1988 (30 anos)    | 70    | 5    | VfL Bochum               |
| 11  | A    | Andrew Nabbout    | 17 de dezembro de 1992 (26 anos)  | 8     | 2    | Urawa Red Diamonds       |
| 12  | GR   | Mitchell Langerak | 22 de agosto de 1988 (30 anos)    | 8     | 0    | Nagoya Grampus           |
| 13  | M    | James Jeggo       | 12 de fevereiro de 1992 (26 anos) | 1     | 0    | Austria Wien             |
| 14  | A    | Apostolos Giannou | 25 de janeiro de 1990 (28 anos)   | 6     | 1    | AEK Larnaca              |
| 15  | A    | Chris Ikonomidis  | 4 de maio de 1995 (23 anos)       | 7     | 1    | Perth Glory              |
| 16  | D    | Aziz Behich       | 16 de dezembro de 1990 (28 anos)  | 30    | 2    | PSV                      |
| 17  | M    | Mustafa Amini     | 20 de abril de 1993 (25 anos)     | 5     | 0    | AGF                      |
| 18  | GR   | Danny Vukovic     | 27 de março de 1985 (33 anos)     | 3     | 0    | Genk                     |
| 19  | D    | Josh Risdon       | 27 de julho de 1992 (26 anos)     | 13    | 0    | Western Sydney Wanderers |
| 20  | D    | Trent Sainsbury   | 5 de janeiro de 1992 (27 anos)    | 42    | 3    | PSV                      |
| 21  | A    | Awer Mabil        | 15 de setembro de 1995 (23 anos)  | 4     | 2    | Midtjylland              |
| 22  | M    | Jackson Irvine    | 7 de março de 1993 (25 anos)      | 25    | 3    | Hull City                |
| 23  | M    | Tom Rogic         | 16 de dezembro de 1992 (26 anos)  | 42    | 8    | Celtic                   |

### Jordânia
Treinador:  Vital Borkelmans
| No. | Pos. | Jogador             | Idade                             | Jogos | Gols | Clube                     |
| --- | ---- | ------------------- | --------------------------------- | ----- | ---- | ------------------------- |
| 1   | GR   | Amer Shafi          | 14 de fevereiro de 1982 (36 anos) | 139   | 1    | Shabab Al-Ordon (captain) |
| 2   | D    | Feras Shelbaieh     | 27 de novembro de 1993 (25 anos)  | 16    | 0    | Al-Jazeera                |
| 3   | D    | Tareq Khattab       | 6 de maio de 1992 (26 anos)       | 52    | 2    | Al-Salmiya                |
| 4   | M    | Baha' Abdel-Rahman  | 5 de janeiro de 1987 (32 anos)    | 120   | 3    | Al-Faisaly                |
| 5   | D    | Yazan Abu Arab      | 31 de janeiro de 1996 (22 anos)   | 15    | 0    | Al-Jazeera                |
| 6   | M    | Saeed Murjan        | 10 de fevereiro de 1990 (28 anos) | 64    | 12   | Al-Wehdat                 |
| 7   | M    | Yousef Al-Rawashdeh | 14 de março de 1990 (28 anos)     | 37    | 4    | Al-Faisaly                |
| 8   | M    | Obaida Al-Samarneh  | 17 de fevereiro de 1992 (26 anos) | 20    | 0    | Al-Wehdat                 |
| 9   | A    | Baha' Faisal        | 30 de maio de 1995 (23 anos)      | 20    | 6    | Al-Wehdat                 |
| 10  | M    | Ahmed Samir         | 27 de março de 1991 (27 anos)     | 26    | 4    | Al-Jazeera                |
| 11  | A    | Yaseen Al-Bakhit    | 29 de janeiro de 1988 (30 anos)   | 49    | 14   | Dibba Al-Fujairah         |
| 12  | GR   | Ahmed Abdel-Sattar  | 6 de julho de 1984 (34 anos)      | 9     | 0    | Al-Jazeera                |
| 13  | M    | Khalil Bani Attiah  | 8 de junho de 1991 (27 anos)      | 69    | 8    | Al-Faisaly                |
| 14  | A    | Ahmad Ersan         | 28 de setembro de 1995 (23 anos)  | 3     | 0    | Al-Faisaly                |
| 15  | D    | Bara' Marei         | 13 de abril de 1994 (24 anos)     | 6     | 0    | Al-Faisaly                |
| 16  | M    | Saleh Rateb         | 18 de dezembro de 1994 (24 anos)  | 12    | 0    | Al-Wehdat                 |
| 17  | D    | Mohammad Al-Basha   | 5 de fevereiro de 1988 (30 anos)  | 31    | 0    | Al-Wehdat                 |
| 18  | A    | Musa Al-Taamari     | 10 de junho de 1997 (21 anos)     | 14    | 11   | APOEL                     |
| 19  | D    | Anas Bani Yaseen    | 29 de novembro de 1988 (30 anos)  | 110   | 8    | Al-Faisaly                |
| 20  | A    | Odai Khadr          | 20 de março de 1991 (27 anos)     | 5     | 0    | Dhofar                    |
| 21  | D    | Salem Al-Ajalin     | 18 de fevereiro de 1988 (30 anos) | 8     | 0    | Al-Faisaly                |
| 22  | GR   | Moataz Yaseen       | 3 de novembro de 1982 (36 anos)   | 26    | 0    | Al-Faisaly                |
| 23  | D    | Ihsan Haddad        | 5 de fevereiro de 1994 (24 anos)  | 45    | 3    | Al-Faisaly                |

### Palestina
Treinador:  Noureddine Ould Ali
| No. | Pos. | Jogador             | Idade                             | Jogos | Gols | Clube                   |
| --- | ---- | ------------------- | --------------------------------- | ----- | ---- | ----------------------- |
| 1   | GR   | Tawfiq Ali          | 8 de novembro de 1990 (28 anos)   | 30    | 0    | Taraji Wadi Al-Nes      |
| 2   | D    | Daniel Mustafá      | 2 de agosto de 1984 (34 anos)     | 10    | 0    | es                      |
| 3   | M    | Mohammed Bassim     | 3 de julho de 1995 (23 anos)      | 11    | 1    | Shabab Al-Bireh         |
| 4   | D    | Mohammed Saleh      | 18 de julho de 1993 (25 anos)     | 25    | 1    | Floriana FC             |
| 5   | D    | Tamer Salah         | 3 de abril de 1986 (32 anos)      | 35    | 2    | Hilal Al-Quds           |
| 6   | M    | Shadi Shaban        | 4 de março de 1992 (26 anos)      | 30    | 0    | Ahli Al-Khaleel         |
| 7   | D    | Musab Al-Battat     | 12 de novembro de 1993 (25 anos)  | 45    | 4    | Ahli Al-Khaleel         |
| 8   | M    | Jonathan Cantillana | 26 de maio de 1992 (26 anos)      | 29    | 10   | Hilal Al-Quds           |
| 9   | M    | Tamer Seyam         | 25 de novembro de 1992 (26 anos)  | 34    | 11   | Hassania Agadir         |
| 10  | M    | Sameh Maraaba       | 19 de março de 1992 (26 anos)     | 40    | 15   | Ahli Al-Khaleel         |
| 11  | A    | Yashir Islame       | 6 de fevereiro de 1991 (27 anos)  | 12    | 7    | Coquimbo Unido          |
| 12  | A    | Khaled Salem        | 17 de novembro de 1989 (29 anos)  | 25    | 8    | Markaz Balata           |
| 13  | D    | Jaka Ihbeisheh      | 29 de agosto de 1986 (32 anos)    | 20    | 3    | NK Bravo                |
| 14  | D    | Abdullah Jaber      | 17 de fevereiro de 1993 (25 anos) | 40    | 3    | Ahli Al-Khaleel         |
| 15  | D    | Abdelatif Bahdari   | 20 de fevereiro de 1984 (34 anos) | 89    | 15   | Markaz Balata (captain) |
| 16  | GR   | Amr Kaddoura        | 1 de julho de 1994 (24 anos)      | 0     | 0    | Landskrona BoIS         |
| 17  | M    | Pablo Tamburrini    | 30 de janeiro de 1990 (28 anos)   | 19    | 3    | Shabab Al-Bireh         |
| 18  | M    | Oday Dabbagh        | 3 de dezembro de 1998 (20 anos)   | 10    | 4    | Hilal Al-Quds           |
| 19  | A    | Mahmoud Wadi        | 19 de dezembro de 1994 (24 anos)  | 5     | 0    | Al-Masry                |
| 20  | M    | Nazmi Albadawi      | 24 de agosto de 1991 (27 anos)    | 3     | 1    | FC Cincinnati           |
| 21  | D    | Alexis Norambuena   | 31 de março de 1984 (34 anos)     | 30    | 4    | Deportes Melipilla      |
| 22  | GR   | Rami Hamadeh        | 24 de março de 1994 (24 anos)     | 16    | 0    | Hilal Al-Quds           |
| 23  | M    | Mohammed Darweesh   | 2 de junho de 1991 (27 anos)      | 40    | 5    | Hilal Al-Quds           |

### Síria
Treinador:  Bernd Stange
| No. | Pos. | Jogador               | Idade                             | Jogos | Gols | Clube             |
| --- | ---- | --------------------- | --------------------------------- | ----- | ---- | ----------------- |
| 1   | GR   | Ibrahim Alma          | 18 de outubro de 1991 (27 anos)   | 43    | 0    | Al-Wahda          |
| 2   | D    | Ahmad Al Salih        | 20 de maio de 1989 (29 anos)      | 40    | 2    | Ahed              |
| 3   | D    | Moayad Ajan           | 1 de janeiro de 1993 (26 anos)    | 42    | 1    | Al-Jazeera        |
| 4   | D    | Jehad Al Baour        | 27 de junho de 1987 (31 anos)     | 21    | 0    | Al-Riffa          |
| 5   | D    | Omar Midani           | 26 de janeiro de 1994 (24 anos)   | 30    | 1    | Pyramids          |
| 6   | D    | Amro Jenyat           | 15 de janeiro de 1993 (25 anos)   | 17    | 0    | Al-Shabab         |
| 7   | M    | Omar Kharbin          | 15 de janeiro de 1994 (24 anos)   | 37    | 16   | Al-Hilal          |
| 8   | M    | Mahmoud Al-Mawas      | 1 de janeiro de 1993 (26 anos)    | 54    | 8    | Umm Salal SC      |
| 9   | A    | Omar Al Somah         | 23 de março de 1990 (28 anos)     | 17    | 7    | Al-Ahli (captain) |
| 10  | M    | Mohammed Osman        | 1 de janeiro de 1993 (26 anos)    | 6     | 0    | Heracles Almelo   |
| 11  | M    | Osama Omari           | 10 de janeiro de 1992 (26 anos)   | 29    | 5    | Qatar SC          |
| 12  | D    | Hussein Jwayed        | 1 de janeiro de 1993 (26 anos)    | 19    | 0    | Al-Zawra'a        |
| 13  | D    | Nadim Sabagh          | 4 de agosto de 1985 (33 anos)     | 43    | 4    | Tishreen          |
| 14  | M    | Tamer Haj Mohamad     | 3 de abril de 1988 (30 anos)      | 25    | 1    | Ohod              |
| 15  | D    | Abdul Malek Al Anizan | 25 de fevereiro de 1989 (29 anos) | 5     | 0    | Al-Jaish          |
| 16  | M    | Ahmed Ashkar          | 1 de janeiro de 1996 (23 anos)    | 9     | 0    | Al-Jaish          |
| 17  | M    | Youssef Kalfa         | 14 de maio de 1993 (25 anos)      | 19    | 1    | Al-Hazem          |
| 18  | M    | Zaher Midani          | 13 de abril de 1987 (31 anos)     | 52    | 2    | Al-Quwa Al-Jawiya |
| 19  | A    | Mardik Mardikian      | 14 de março de 1992 (26 anos)     | 26    | 3    | Al-Jazeera        |
| 20  | M    | Khaled Mobayed        | 10 de janeiro de 1993 (25 anos)   | 29    | 2    | Al-Wahda          |
| 21  | M    | Fahd Youssef          | 15 de maio de 1987 (31 anos)      | 22    | 0    | Al-Sailiya        |
| 22  | GR   | Mahmoud Al-Youssef    | 20 de janeiro de 1988 (30 anos)   | 4     | 0    | Al-Jabalain       |
| 23  | GR   | Ahmad Madania         | 1 de janeiro de 1990 (29 anos)    | 7     | 0    | Al-Jaish          |

## Grupo C

### China
Treinador:  Marcello Lippi
| No. | Pos. | Jogador         | Idade                             | Jogos | Gols | Clube                          |
| --- | ---- | --------------- | --------------------------------- | ----- | ---- | ------------------------------ |
| 1   | GR   | Yan Junling     | 28 de janeiro de 1991 (27 anos)   | 17    | 0    | Shanghai SIPG                  |
| 2   | D    | Liu Yiming      | 28 de fevereiro de 1995 (23 anos) | 10    | 0    | Tianjin Quanjian               |
| 3   | D    | Yu Yang         | 6 de agosto de 1989 (29 anos)     | 14    | 0    | Beijing Guoan                  |
| 4   | D    | Shi Ke          | 8 de janeiro de 1993 (25 anos)    | 4     | 0    | Shanghai SIPG                  |
| 5   | D    | Zhang Linpeng   | 9 de maio de 1989 (29 anos)       | 68    | 5    | Guangzhou Evergrande           |
| 6   | D    | Feng Xiaoting   | 22 de outubro de 1985 (33 anos)   | 71    | 1    | Guangzhou Evergrande           |
| 7   | A    | Wu Lei          | 19 de novembro de 1991 (27 anos)  | 59    | 13   | Shanghai SIPG                  |
| 8   | M    | Zhao Xuri       | 3 de dezembro de 1985 (33 anos)   | 83    | 2    | Tianjin Quanjian               |
| 9   | A    | Xiao Zhi        | 28 de maio de 1985 (33 anos)      | 15    | 2    | Guangzhou R&F                  |
| 10  | M    | Zheng Zhi       | 20 de agosto de 1980 (38 anos)    | 104   | 15   | Guangzhou Evergrande (captain) |
| 11  | M    | Hao Junmin      | 24 de março de 1987 (31 anos)     | 68    | 12   | Shandong Luneng                |
| 12  | GR   | Zhang Lu        | 6 de setembro de 1987 (31 anos)   | 0     | 0    | Tianjin Quanjian               |
| 13  | M    | Chi Zhongguo    | 26 de outubro de 1989 (29 anos)   | 8     | 0    | Beijing Guoan                  |
| 14  | A    | Wei Shihao      | 8 de abril de 1995 (23 anos)      | 8     | 2    | Beijing Guoan                  |
| 15  | M    | Wu Xi           | 19 de fevereiro de 1989 (29 anos) | 55    | 4    | Jiangsu Suning                 |
| 16  | M    | Jin Jingdao     | 18 de novembro de 1992 (26 anos)  | 7     | 0    | Shandong Luneng                |
| 17  | D    | Zhang Chengdong | 9 de fevereiro de 1989 (29 anos)  | 29    | 0    | Hebei China                    |
| 18  | A    | Gao Lin         | 14 de fevereiro de 1986 (32 anos) | 104   | 21   | Guangzhou Evergrande           |
| 19  | D    | Liu Yang        | 17 de junho de 1995 (23 anos)     | 2     | 0    | Shandong Luneng                |
| 20  | M    | Yu Hanchao      | 25 de fevereiro de 1987 (31 anos) | 57    | 9    | Guangzhou Evergrande           |
| 21  | M    | Piao Cheng      | 21 de agosto de 1989 (29 anos)    | 5     | 0    | Beijing Guoan                  |
| 22  | A    | Yu Dabao        | 18 de abril de 1988 (30 anos)     | 51    | 17   | Beijing Guoan                  |
| 23  | GR   | Wang Dalei      | 10 de janeiro de 1989 (29 anos)   | 26    | 0    | Shandong Luneng                |

### Coreia do Sul
Treinador:  Paulo Bento
| No. | Pos. | Jogador         | Idade                             | Jogos | Gols | Clube                       |
| --- | ---- | --------------- | --------------------------------- | ----- | ---- | --------------------------- |
| 1   | GR   | Kim Seung-gyu   | 30 de setembro de 1990 (28 anos)  | 36    | 0    | Vissel Kobe                 |
| 2   | D    | Lee Yong        | 24 de dezembro de 1986 (32 anos)  | 37    | 0    | Jeonbuk Hyundai Motors      |
| 3   | D    | Kim Jin-su      | 13 de junho de 1992 (26 anos)     | 34    | 0    | Jeonbuk Hyundai Motors      |
| 4   | D    | Kim Min-jae     | 15 de novembro de 1996 (22 anos)  | 11    | 0    | Jeonbuk Hyundai Motors      |
| 5   | M    | Jung Woo-young  | 14 de dezembro de 1989 (29 anos)  | 37    | 2    | Al-Sadd                     |
| 6   | M    | Hwang In-beom   | 20 de setembro de 1996 (22 anos)  | 6     | 1    | Daejeon Citizen             |
| 7   | M    | Son Heung-min   | 8 de julho de 1992 (26 anos)      | 74    | 23   | Tottenham Hotspur (captain) |
| 8   | M    | Ju Se-jong      | 30 de outubro de 1990 (28 anos)   | 15    | 1    | Asan Mugunghwa              |
| 9   | A    | Ji Dong-won     | 28 de maio de 1991 (27 anos)      | 49    | 11   | FC Augsburg                 |
| 10  | M    | Lee Jae-sung    | 10 de agosto de 1992 (26 anos)    | 40    | 7    | Holstein Kiel               |
| 11  | M    | Hwang Hee-chan  | 26 de janeiro de 1996 (22 anos)   | 20    | 2    | Hamburger SV                |
| 12  | M    | Na Sang-ho      | 12 de agosto de 1996 (22 anos)    | 2     | 0    | Gwangju FC                  |
| 13  | M    | Koo Ja-cheol    | 27 de fevereiro de 1989 (29 anos) | 71    | 19   | FC Augsburg                 |
| 14  | D    | Hong Chul       | 17 de setembro de 1990 (28 anos)  | 22    | 0    | Suwon Samsung Bluewings     |
| 15  | D    | Jung Seung-hyun | 3 de abril de 1994 (24 anos)      | 8     | 0    | Kashima Antlers             |
| 16  | M    | Ki Sung-yueng   | 24 de janeiro de 1989 (29 anos)   | 108   | 10   | Newcastle United            |
| 17  | M    | Lee Chung-yong  | 2 de julho de 1988 (30 anos)      | 81    | 8    | VfL Bochum                  |
| 18  | A    | Hwang Ui-jo     | 28 de agosto de 1992 (26 anos)    | 17    | 4    | Gamba Osaka                 |
| 19  | D    | Kim Young-gwon  | 27 de fevereiro de 1990 (28 anos) | 62    | 3    | Guangzhou Evergrande        |
| 20  | D    | Kwon Kyung-won  | 31 de janeiro de 1992 (26 anos)   | 6     | 1    | Tianjin Quanjian            |
| 21  | GR   | Kim Jin-hyeon   | 6 de julho de 1987 (31 anos)      | 16    | 0    | Cerezo Osaka                |
| 22  | D    | Kim Moon-hwan   | 1 de agosto de 1995 (23 anos)     | 3     | 0    | Busan IPark                 |
| 23  | GR   | Jo Hyeon-woo    | 25 de setembro de 1991 (27 anos)  | 11    | 0    | Daegu FC                    |

### Filipinas
Treinador:  Sven-Göran Eriksson
| No. | Pos. | Jogador              | Idade                             | Jogos | Gols | Clube                   |
| --- | ---- | -------------------- | --------------------------------- | ----- | ---- | ----------------------- |
| 1   | GR   | Nathanael Villanueva | 25 de outubro de 1995 (23 anos)   | 0     | 0    | Kaya FC-Iloilo          |
| 2   | D    | Álvaro Silva         | 30 de março de 1984 (34 anos)     | 4     | 0    | Kedah                   |
| 3   | D    | Carli de Murga       | 30 de novembro de 1988 (30 anos)  | 36    | 4    | Ceres–Negros            |
| 4   | M    | John-Patrick Strauß  | 28 de janeiro de 1996 (22 anos)   | 5     | 0    | Erzgebirge Aue          |
| 5   | M    | Mike Ott             | 2 de março de 1995 (23 anos)      | 17    | 2    | Ceres–Negros            |
| 6   | D    | Luke Woodland        | 21 de julho de 1995 (23 anos)     | 14    | 0    | Suphanburi              |
| 7   | A    | Iain Ramsay          | 27 de fevereiro de 1988 (30 anos) | 30    | 7    | Sukhothai               |
| 8   | M    | Manuel Ott           | 6 de maio de 1992 (26 anos)       | 47    | 4    | Ceres–Negros            |
| 9   | A    | Jovin Bedic          | 8 de junho de 1990 (28 anos)      | 9     | 2    | Kaya FC-Iloilo          |
| 10  | A    | Phil Younghusband    | 4 de agosto de 1987 (31 anos)     | 105   | 52   | Davao Aguilas (captain) |
| 11  | D    | Daisuke Sato         | 20 de setembro de 1994 (24 anos)  | 41    | 3    | Sepsi OSK               |
| 12  | D    | Stephan Palla        | 15 de maio de 1989 (29 anos)      | 10    | 0    | Buriram United          |
| 13  | D    | Adam Tull            | 8 de maio de 1991 (27 anos)       | 7     | 0    | Unattached              |
| 14  | M    | Kevin Ingreso        | 10 de fevereiro de 1993 (25 anos) | 22    | 3    | Ceres–Negros            |
| 15  | GR   | Michael Falkesgaard  | 9 de abril de 1991 (27 anos)      | 6     | 0    | Bangkok United          |
| 16  | GR   | Kevin Ray Hansen     | 29 de setembro de 1994 (24 anos)  | 0     | 0    | Horsens                 |
| 17  | M    | Stephan Schröck      | 21 de agosto de 1986 (32 anos)    | 33    | 4    | Ceres–Negros            |
| 18  | A    | Patrick Reichelt     | 15 de junho de 1988 (30 anos)     | 53    | 9    | Ceres–Negros            |
| 19  | D    | Curt Dizon           | 4 de fevereiro de 1994 (24 anos)  | 12    | 1    | Ceres–Negros            |
| 20  | A    | Javier Patiño        | 14 de fevereiro de 1988 (30 anos) | 14    | 6    | Buriram United          |
| 21  | M    | Miguel Tanton        | 5 de julho de 1989 (29 anos)      | 1     | 0    | Ceres–Negros            |
| 22  | D    | Amani Aguinaldo      | 24 de abril de 1995 (23 anos)     | 31    | 0    | Ceres–Negros            |
| 23  | A    | James Younghusband   | 4 de setembro de 1986 (32 anos)   | 100   | 12   | Davao Aguilas           |

### Quirguistão
Treinador:  Aleksandr Krestinin
| No. | Pos. | Jogador                | Idade                             | Jogos | Gols | Clube               |
| --- | ---- | ---------------------- | --------------------------------- | ----- | ---- | ------------------- |
| 1   | GR   | Pavel Matyash          | 11 de julho de 1987 (31 anos)     | 37    | 0    | Unattached          |
| 2   | D    | Valery Kichin          | 12 de outubro de 1992 (26 anos)   | 25    | 1    | Yenisey Krasnoyarsk |
| 3   | D    | Tamirlan Kozubaev      | 1 de julho de 1994 (24 anos)      | 16    | 1    | Dordoi Bishkek      |
| 4   | D    | Mustafa Iusupov        | 1 de julho de 1995 (23 anos)      | 6     | 0    | Dordoi Bishkek      |
| 5   | D    | Aizar Akmatov          | 24 de agosto de 1998 (20 anos)    | 4     | 0    | Alga Bishkek        |
| 6   | M    | Pavel Sidorenko        | 26 de março de 1987 (31 anos)     | 27    | 0    | Dordoi Bishkek      |
| 7   | M    | Tursunali Rustamov     | 31 de janeiro de 1990 (28 anos)   | 11    | 2    | Alga Bishkek        |
| 8   | M    | Aziz Sydykov           | 23 de junho de 1992 (26 anos)     | 25    | 1    | Dordoi Bishkek      |
| 9   | M    | Edgar Bernhardt        | 30 de março de 1986 (32 anos)     | 27    | 1    | GKS Tychy           |
| 10  | A    | Mirlan Murzaev         | 29 de março de 1990 (28 anos)     | 35    | 8    | Somaspor Kulübü     |
| 11  | M    | Bekzhan Sagynbaev      | 11 de setembro de 1994 (24 anos)  | 8     | 3    | Dordoi Bishkek      |
| 12  | M    | Odiljon Abdurakhmanov  | 18 de março de 1996 (22 anos)     | 7     | 0    | FC Alay             |
| 13  | GR   | Kutman Kadyrbekov      | 13 de junho de 1997 (21 anos)     | 0     | 0    | Dordoi Bishkek      |
| 14  | A    | Ernist Batyrkanov      | 21 de fevereiro de 1998 (20 anos) | 5     | 0    | Dordoi Bishkek      |
| 15  | M    | Murolimzhon Akhmedov   | 5 de janeiro de 1992 (27 anos)    | 7     | 0    | Dordoi Bishkek      |
| 16  | GR   | Valery Kashuba         | 14 de setembro de 1984 (34 anos)  | 23    | 0    | Dordoi Bishkek      |
| 17  | D    | Daniel Tagoe           | 3 de março de 1986 (32 anos)      | 19    | 0    | Chittagong Abahani  |
| 18  | M    | Kairat Zhyrgalbek Uulu | 13 de junho de 1993 (25 anos)     | 31    | 2    | Dordoi Bishkek      |
| 19  | A    | Vitalij Lux            | 27 de fevereiro de 1989 (29 anos) | 22    | 5    | SSV Ulm             |
| 20  | M    | Bakhtiyar Duyshobekov  | 3 de junho de 1995 (23 anos)      | 23    | 1    | Bashundhara Kings   |
| 21  | M    | Farhat Musabekov       | 3 de janeiro de 1994 (25 anos)    | 26    | 0    | Dordoi Bishkek      |
| 22  | M    | Anton Zemlianukhin     | 11 de dezembro de 1990 (28 anos)  | 26    | 12   | Ilbirs Bishkek      |
| 23  | M    | Akhlidin Israilov      | 16 de setembro de 1994 (24 anos)  | 20    | 2    | Unattached          |

## Grupo D

### Iêmen
Treinador:  Ján Kocian
| No. | Pos. | Jogador              | Idade                             | Jogos | Gols | Clube                |
| --- | ---- | -------------------- | --------------------------------- | ----- | ---- | -------------------- |
| 1   | GR   | Mohammed Ayash       | 6 de março de 1986 (32 anos)      | 60    | 0    | Erbil                |
| 2   | D    | Rami Al-Wasmani      | 1 de fevereiro de 1997 (21 anos)  | 0     | 0    | Al-Ahli Sana'a       |
| 3   | D    | Mohammed Fuad Omar   | 13 de março de 1989 (29 anos)     | 30    | 4    | Muaither (captain)   |
| 4   | D    | Mudir Al-Radaei      | 1 de janeiro de 1993 (26 anos)    | 27    | 1    | Al-Arabi             |
| 5   | D    | Abdulaziz Al-Gumaei  | 8 de janeiro de 1990 (28 anos)    | 20    | 0    | Al-Mesaimeer         |
| 6   | M    | Ahmed Abdulrab       | 27 de abril de 1994 (24 anos)     | 10    | 0    | Al-Wehda Aden        |
| 7   | A    | Ahmed Al-Sarori      | 9 de agosto de 1998 (20 anos)     | 9     | 3    | Al-Markhiya          |
| 8   | M    | Wahid Al Khyat       | 1 de janeiro de 1986 (33 anos)    | 23    | 0    | Al-Ahli Sana'a       |
| 9   | M    | Ala Al-Sasi          | 2 de julho de 1987 (31 anos)      | 87    | 14   | Al-Sailiya (captain) |
| 10  | A    | Ahmed Dhabaan        | 9 de julho de 1994 (24 anos)      | 10    | 0    | Dibba Club           |
| 11  | A    | Abdulwasea Al-Matari | 4 de julho de 1994 (24 anos)      | 26    | 7    | Dibba Al-Hisn        |
| 12  | M    | Ahmed Al-Haifi       | 1 de janeiro de 1994 (25 anos)    | 31    | 0    | Al-Kharaitiyat       |
| 13  | D    | Ala Addin Mahdi      | 1 de janeiro de 1996 (23 anos)    | 16    | 0    | Al-Rustaq            |
| 14  | A    | Ali Hafeedh          | 21 de fevereiro de 1997 (21 anos) | 2     | 0    | Al-Wehda Aden        |
| 15  | D    | Ammar Hamsan         | 5 de novembro de 1994 (24 anos)   | 20    | 0    | Qatar SC             |
| 16  | A    | Salem Al-Omzae       | 1 de janeiro de 1992 (27 anos)    | 4     | 0    | Al-Tilal             |
| 17  | M    | Hussein Al-Ghazi     | 7 de maio de 1990 (28 anos)       | 35    | 0    | Al-Wakrah            |
| 18  | A    | Ahmed Alos           | 3 de abril de 1994 (24 anos)      | 20    | 0    | Al-Wehda Aden        |
| 19  | D    | Mohammed Boqshan     | 10 de março de 1994 (24 anos)     | 25    | 3    | Al-Khor              |
| 20  | A    | Emad Mansoor         | 15 de abril de 1992 (26 anos)     | 10    | 1    | Bidiyah Club         |
| 21  | A    | Mohammed Ba Rowis    | 4 de dezembro de 1988 (30 anos)   | 21    | 1    | Al-Wehda Aden        |
| 22  | GR   | Salem Al-Harsh       | 7 de outubro de 1998 (20 anos)    | 2     | 0    | Al-Wehda Aden        |
| 23  | GR   | Saoud Al-Sowadi      | 10 de abril de 1988 (30 anos)     | 43    | 0    | Al-Saqr              |

### Irã(o)
Treinador:  Carlos Queiroz
| No. | Pos. | Jogador                | Idade                             | Jogos | Gols | Clube                  |
| --- | ---- | ---------------------- | --------------------------------- | ----- | ---- | ---------------------- |
| 1   | GR   | Alireza Beiranvand     | 21 de setembro de 1992 (26 anos)  | 28    | 0    | Persepolis             |
| 2   | D    | Vouria Ghafouri        | 20 de setembro de 1987 (31 anos)  | 25    | 0    | Esteghlal              |
| 3   | D    | Ehsan Hajsafi          | 25 de fevereiro de 1990 (28 anos) | 101   | 7    | Tractor Sazi           |
| 4   | D    | Rouzbeh Cheshmi        | 24 de julho de 1993 (25 anos)     | 15    | 1    | Esteghlal              |
| 5   | D    | Milad Mohammadi        | 29 de setembro de 1993 (25 anos)  | 27    | 0    | Akhmat Grozny          |
| 6   | M    | Ahmad Nourollahi       | 1 de fevereiro de 1993 (25 anos)  | 4     | 0    | Persepolis             |
| 7   | M    | Masoud Shojaei         | 9 de junho de 1984 (34 anos)      | 84    | 8    | Tractor Sazi (Captain) |
| 8   | D    | Morteza Pouraliganji   | 19 de abril de 1992 (26 anos)     | 33    | 2    | Eupen                  |
| 9   | M    | Omid Ebrahimi          | 16 de setembro de 1987 (31 anos)  | 40    | 0    | Al-Ahli                |
| 10  | A    | Karim Ansarifard       | 3 de abril de 1990 (28 anos)      | 72    | 21   | Nottingham Forest      |
| 11  | M    | Vahid Amiri            | 2 de abril de 1988 (30 anos)      | 44    | 1    | Trabzonspor            |
| 12  | GR   | Amir Abedzadeh         | 26 de abril de 1993 (25 anos)     | 5     | 1    | Marítimo               |
| 13  | D    | Hossein Kanaanizadegan | 23 de março de 1994 (24 anos)     | 8     | 0    | Machine Sazi           |
| 14  | M    | Saman Ghoddos          | 6 de setembro de 1993 (25 anos)   | 16    | 4    | Amiens                 |
| 15  | D    | Pejman Montazeri       | 6 de setembro de 1983 (35 anos)   | 50    | 2    | Esteghlal              |
| 16  | M    | Mehdi Torabi           | 10 de setembro de 1994 (24 anos)  | 24    | 9    | Persepolis             |
| 17  | M    | Mehdi Taremi           | 18 de julho de 1992 (26 anos)     | 35    | 13   | Al-Gharafa             |
| 18  | M    | Alireza Jahanbakhsh    | 11 de agosto de 1993 (25 anos)    | 45    | 5    | Brighton & Hove Albion |
| 19  | D    | Majid Hosseini         | 20 de junho de 1996 (22 anos)     | 10    | 0    | Trabzonspor            |
| 20  | A    | Sardar Azmoun          | 1 de janeiro de 1995 (24 anos)    | 41    | 24   | Rubin Kazan            |
| 21  | M    | Ashkan Dejagah         | 5 de julho de 1986 (32 anos)      | 52    | 10   | Tractor Sazi           |
| 22  | GR   | Payam Niazmand         | 6 de abril de 1995 (23 anos)      | 0     | 0    | Sepahan                |
| 23  | D    | Ramin Rezaeian         | 21 de março de 1990 (28 anos)     | 36    | 2    | Al-Shahania            |

### Iraque
Treinador:  Srečko Katanec
| No. | Pos. | Jogador           | Idade                             | Jogos | Gols | Clube                       |
| --- | ---- | ----------------- | --------------------------------- | ----- | ---- | --------------------------- |
| 1   | GR   | Jalal Hassan      | 18 de maio de 1991 (27 anos)      | 40    | 0    | Al-Zawra'a                  |
| 2   | D    | Ahmad Ibrahim     | 25 de fevereiro de 1992 (26 anos) | 80    | 3    | Al-Arabi                    |
| 3   | D    | Frans Dhia Putros | 14 de julho de 1993 (25 anos)     | 3     | 0    | Hobro IK                    |
| 4   | D    | Saad Natiq        | 19 de março de 1994 (24 anos)     | 12    | 0    | Al-Quwa Al-Jawiya           |
| 5   | D    | Ali Faez          | 9 de setembro de 1994 (24 anos)   | 22    | 3    | Al-Kharaitiyat              |
| 6   | D    | Ali Adnan         | 19 de dezembro de 1993 (25 anos)  | 62    | 3    | Atalanta                    |
| 7   | M    | Safaa Hadi        | 14 de outubro de 1998 (20 anos)   | 6     | 0    | Al-Zawra'a                  |
| 8   | M    | Osama Rashid      | 17 de janeiro de 1992 (26 anos)   | 21    | 0    | Santa Clara                 |
| 9   | M    | Ahmed Yasin       | 22 de abril de 1991 (27 anos)     | 59    | 6    | Al-Khor                     |
| 10  | A    | Mohanad Ali       | 20 de junho de 2000 (18 anos)     | 11    | 6    | Al-Shorta                   |
| 11  | M    | Humam Tariq       | 10 de fevereiro de 1996 (22 anos) | 50    | 2    | Esteghlal                   |
| 12  | GR   | Mohammed Gassid   | 10 de dezembro de 1986 (32 anos)  | 69    | 0    | Al-Quwa Al-Jawiya (captain) |
| 13  | M    | Bashar Resan      | 22 de dezembro de 1996 (22 anos)  | 20    | 0    | Persepolis                  |
| 14  | M    | Amjad Attwan      | 12 de março de 1997 (21 anos)     | 29    | 0    | Al-Shorta                   |
| 15  | M    | Ali Husni         | 23 de maio de 1994 (24 anos)      | 25    | 3    | Al-Quwa Al-Jawiya           |
| 16  | M    | Hussein Ali       | 29 de novembro de 1996 (22 anos)  | 19    | 1    | Qatar SC                    |
| 17  | D    | Alaa Ali Mhawi    | 3 de junho de 1996 (22 anos)      | 21    | 0    | Al-Shorta                   |
| 18  | A    | Ayman Hussein     | 22 de março de 1996 (22 anos)     | 23    | 1    | CS Sfaxien                  |
| 19  | A    | Mohammed Dawood   | 22 de novembro de 2000 (18 anos)  | 2     | 0    | Al-Naft                     |
| 20  | GR   | Mohammed Hameed   | 24 de janeiro de 1993 (25 anos)   | 24    | 0    | Al-Shorta                   |
| 21  | A    | Alaa Abbas        | 27 de julho de 1997 (21 anos)     | 1     | 0    | Al-Zawra'a                  |
| 22  | D    | Rebin Sulaka      | 12 de abril de 1992 (26 anos)     | 16    | 0    | Al-Khor                     |
| 23  | D    | Waleed Salim      | 5 de janeiro de 1992 (27 anos)    | 48    | 1    | Al-Shorta                   |

### Vietnã
Treinador:  Park Hang-seo
| No. | Pos. | Jogador               | Idade                             | Jogos | Gols | Clube                      |
| --- | ---- | --------------------- | --------------------------------- | ----- | ---- | -------------------------- |
| 1   | GR   | Bùi Tiến Dũng         | 28 de fevereiro de 1997 (21 anos) | 0     | 0    | FLC Thanh Hóa              |
| 2   | D    | Đỗ Duy Mạnh           | 29 de setembro de 1996 (22 anos)  | 15    | 0    | Hà Nội                     |
| 3   | D    | Quế Ngọc Hải          | 15 de maio de 1993 (25 anos)      | 35    | 1    | Sông Lam Nghệ An (captain) |
| 4   | D    | Bùi Tiến Dũng         | 2 de outubro de 1995 (23 anos)    | 11    | 0    | Viettel                    |
| 5   | D    | Đoàn Văn Hậu          | 19 de abril de 1999 (19 anos)     | 10    | 0    | Hà Nội                     |
| 6   | M    | Lương Xuân Trường     | 28 de abril de 1995 (23 anos)     | 23    | 1    | Hoàng Anh Gia Lai          |
| 7   | M    | Nguyễn Huy Hùng       | 2 de março de 1992 (26 anos)      | 19    | 2    | Quảng Nam                  |
| 8   | M    | Nguyễn Trọng Hoàng    | 14 de abril de 1989 (29 anos)     | 57    | 12   | FLC Thanh Hóa              |
| 9   | A    | Nguyễn Văn Toàn       | 12 de abril de 1996 (22 anos)     | 18    | 4    | Hoàng Anh Gia Lai          |
| 10  | A    | Nguyễn Công Phượng    | 21 de janeiro de 1995 (23 anos)   | 25    | 6    | Hoàng Anh Gia Lai          |
| 11  | M    | Ngân Văn Đại          | 9 de fevereiro de 1992 (26 anos)  | 0     | 0    | Hà Nội                     |
| 12  | M    | Nguyễn Phong Hồng Duy | 13 de junho de 1996 (22 anos)     | 3     | 0    | Hoàng Anh Gia Lai          |
| 13  | GR   | Nguyễn Tuấn Mạnh      | 31 de julho de 1990 (28 anos)     | 11    | 0    | Sanna Khánh Hòa BVN        |
| 14  | M    | Trần Minh Vương       | 28 de março de 1995 (23 anos)     | 0     | 0    | Hoàng Anh Gia Lai          |
| 15  | M    | Phạm Đức Huy          | 20 de janeiro de 1995 (23 anos)   | 5     | 1    | Hà Nội                     |
| 16  | M    | Đỗ Hùng Dũng          | 8 de setembro de 1993 (25 anos)   | 7     | 0    | Hà Nội                     |
| 17  | D    | Hồ Tấn Tài            | 6 de novembro de 1997 (21 anos)   | 0     | 0    | Becamex Bình Dương         |
| 18  | A    | Hà Đức Chinh          | 22 de setembro de 1997 (21 anos)  | 3     | 0    | SHB Đà Nẵng                |
| 19  | A    | Nguyễn Quang Hải      | 12 de abril de 1997 (21 anos)     | 12    | 4    | Hà Nội                     |
| 20  | A    | Phan Văn Đức          | 11 de abril de 1996 (22 anos)     | 9     | 2    | Sông Lam Nghệ An           |
| 21  | D    | Nguyễn Thành Chung    | 8 de setembro de 1997 (21 anos)   | 0     | 0    | Hà Nội                     |
| 22  | A    | Nguyễn Tiến Linh      | 20 de outubro de 1997 (21 anos)   | 4     | 2    | Becamex Bình Dương         |
| 23  | GR   | Đặng Văn Lâm          | 13 de agosto de 1993 (25 anos)    | 11    | 0    | Hải Phòng                  |

## Grupo E

### Arábia Saudita
Treinador:  Juan Antonio Pizzi
| No. | Pos. | Jogador              | Idade                            | Jogos | Gols | Clube              |
| --- | ---- | -------------------- | -------------------------------- | ----- | ---- | ------------------ |
| 1   | GR   | Waleed Abdullah      | 19 de abril de 1986 (32 anos)    | 72    | 0    | Al-Nassr           |
| 2   | D    | Mohammed Al-Breik    | 15 de setembro de 1992 (26 anos) | 15    | 0    | Al-Hilal           |
| 3   | D    | Abdulelah Al-Amri    | 15 de janeiro de 1997 (21 anos)  | 0     | 0    | Al-Wehda           |
| 4   | D    | Ali Al-Bulaihi       | 21 de novembro de 1989 (29 anos) | 10    | 0    | Al-Hilal           |
| 5   | D    | Omar Hawsawi         | 27 de setembro de 1985 (33 anos) | 51    | 3    | Al-Nassr (captain) |
| 6   | M    | Ayman Al-Khulaif     | 22 de maio de 1997 (21 anos)     | 1     | 0    | Al-Ahli            |
| 7   | M    | Salman Al-Faraj      | 1 de agosto de 1989 (29 anos)    | 50    | 4    | Al-Hilal           |
| 8   | M    | Yahya Al-Shehri      | 26 de junho de 1990 (28 anos)    | 63    | 8    | Al-Nassr           |
| 9   | A    | Mohammed Al-Saiari   | 2 de maio de 1993 (25 anos)      | 0     | 0    | Al-Hazem           |
| 10  | M    | Salem Al-Dawsari     | 19 de agosto de 1991 (27 anos)   | 37    | 6    | Al-Hilal           |
| 11  | M    | Hattan Bahebri       | 16 de julho de 1992 (26 anos)    | 13    | 0    | Al-Shabab          |
| 12  | D    | Hamdan Al-Shamrani   | 14 de dezembro de 1996 (22 anos) | 0     | 0    | Al-Faisaly         |
| 13  | D    | Yasser Al-Shahrani   | 25 de maio de 1992 (26 anos)     | 42    | 0    | Al-Hilal           |
| 14  | M    | Abdullah Otayf       | 3 de agosto de 1992 (26 anos)    | 25    | 1    | Al-Hilal           |
| 15  | M    | Ibrahim Ghaleb       | 28 de setembro de 1990 (28 anos) | 21    | 0    | Al-Nassr           |
| 16  | M    | Housain Al-Mogahwi   | 24 de março de 1988 (30 anos)    | 23    | 1    | Al-Ahli            |
| 17  | M    | Abdullah Al-Khaibari | 16 de agosto de 1996 (22 anos)   | 7     | 0    | Al-Shabab          |
| 18  | M    | Abdulrahman Ghareeb  | 31 de março de 1997 (21 anos)    | 4     | 1    | Al-Ahli            |
| 19  | A    | Fahad Al-Muwallad    | 14 de setembro de 1994 (24 anos) | 51    | 11   | Al-Ittihad         |
| 20  | M    | Abdulaziz Al-Bishi   | 11 de março de 1994 (24 anos)    | 4     | 1    | Al-Faisaly         |
| 21  | GR   | Mohammed Al-Owais    | 10 de outubro de 1991 (27 anos)  | 13    | 0    | Al-Faisaly         |
| 22  | GR   | Mohammed Al-Yami     | 14 de agosto de 1997 (21 anos)   | 0     | 0    | Al-Batin           |
| 23  | D    | Mohammed Al-Fatil    | 4 de janeiro de 1992 (27 anos)   | 9     | 0    | Al-Ahli            |

### Coreia do Norte
Treinador:  Kim Yong-jun
| No. | Pos. | Jogador         | Idade                             | Jogos | Gols | Clube                    |
| --- | ---- | --------------- | --------------------------------- | ----- | ---- | ------------------------ |
| 1   | GR   | Ri Myong-guk    | 9 de setembro de 1986 (32 anos)   | 102   | 0    | Pyongyang City (captain) |
| 2   | D    | Kim Chol-bom    | 16 de julho de 1994 (24 anos)     | 8     | 0    | April 25                 |
| 3   | D    | Jang Kuk-chol   | 16 de fevereiro de 1994 (24 anos) | 39    | 5    | Hwaebul                  |
| 4   | D    | Kim Song-gi     | 23 de outubro de 1988 (30 anos)   | 6     | 0    | Fujieda MYFC             |
| 5   | D    | An Song-il      | 30 de novembro de 1992 (26 anos)  | 5     | 0    | April 25                 |
| 6   | D    | Ri Thong-il     | 20 de novembro de 1992 (26 anos)  | 1     | 0    | Kigwancha                |
| 7   | A    | Han Kwang-song  | 11 de setembro de 1998 (20 anos)  | 2     | 0    | Perugia                  |
| 8   | A    | Ri Hyok-chol    | 27 de janeiro de 1991 (27 anos)   | 19    | 8    | Rimyongsu                |
| 9   | M    | Kim Yong-il     | 6 de julho de 1994 (24 anos)      | 10    | 1    | Kigwancha                |
| 10  | A    | Pak Kwang-ryong | 27 de setembro de 1992 (26 anos)  | 34    | 13   | St. Pölten               |
| 11  | A    | Jong Il-gwan    | 30 de outubro de 1992 (26 anos)   | 62    | 21   | Unattached               |
| 12  | M    | Kim Kyong-hun   | 11 de agosto de 1990 (28 anos)    | 2     | 0    | Kyonggongop              |
| 13  | D    | Sim Hyon-jin    | 1 de janeiro de 1991 (28 anos)    | 30    | 5    | April 25                 |
| 14  | M    | Kang Kuk-chol   | 29 de setembro de 1999 (19 anos)  | 8     | 0    | Rimyongsu                |
| 15  | M    | Ri Un-chol      | 13 de julho de 1995 (23 anos)     | 12    | 0    | Sonbong                  |
| 16  | M    | Ri Yong-jik     | 8 de fevereiro de 1991 (27 anos)  | 14    | 3    | Tokyo Verdy              |
| 17  | D    | Ri Chang-ho     | 4 de janeiro de 1990 (29 anos)    | 5     | 0    | Hwaebul                  |
| 18  | GR   | Sin Hyok        | 3 de julho de 1992 (26 anos)      | 1     | 0    | Kigwancha                |
| 19  | A    | Rim Kwang-hyok  | 5 de agosto de 1992 (26 anos)     | 6     | 3    | Kigwancha                |
| 20  | M    | Choe Song-hyok  | 8 de fevereiro de 1998 (20 anos)  | 1     | 0    | Arezzo                   |
| 21  | GR   | Kang Ju-hyok    | 31 de maio de 1997 (21 anos)      | 0     | 0    | Hwaebul                  |
| 22  | M    | Ri Kum-chol     | 9 de dezembro de 1991 (27 anos)   | 6     | 0    | Wolmido                  |
| 23  | D    | Ri Il-jin       | 20 de agosto de 1993 (25 anos)    | 5     | 0    | Sobaeksu                 |

### Líbano
Treinador:  Miodrag Radulović
| No. | Pos. | Jogador                | Idade                             | Jogos | Gols | Clube            |
| --- | ---- | ---------------------- | --------------------------------- | ----- | ---- | ---------------- |
| 1   | GR   | Mehdi Khalil           | 19 de setembro de 1991 (27 anos)  | 30    | 0    | Ahed             |
| 2   | D    | Kassem El Zein         | 2 de dezembro de 1990 (28 anos)   | 11    | 0    | Nejmeh           |
| 3   | D    | Moataz Al Junaidi      | 20 de janeiro de 1986 (32 anos)   | 42    | 0    | Ansar            |
| 4   | D    | Nour Mansour           | 22 de outubro de 1989 (29 anos)   | 43    | 2    | Ahed             |
| 5   | M    | Samir Ayass            | 24 de dezembro de 1990 (28 anos)  | 9     | 1    | Ahed             |
| 6   | D    | Joan Oumari            | 19 de agosto de 1988 (30 anos)    | 19    | 2    | Al-Nasr          |
| 7   | A    | Hassan Maatouk         | 10 de agosto de 1987 (31 anos)    | 72    | 19   | Nejmeh (captain) |
| 8   | A    | Moni                   | 20 de março de 1989 (29 anos)     | 49    | 5    | Ansar            |
| 9   | A    | Hilal El-Helwe         | 24 de novembro de 1994 (24 anos)  | 17    | 3    | Apollon Smyrnis  |
| 10  | M    | Mohamad Haidar         | 8 de novembro de 1989 (29 anos)   | 54    | 4    | Ahed             |
| 11  | D    | Robert Alexander Melki | 14 de novembro de 1992 (26 anos)  | 1     | 0    | AFC Eskilstuna   |
| 12  | M    | Adnan Haidar           | 3 de agosto de 1989 (29 anos)     | 30    | 1    | Ansar            |
| 13  | M    | George Felix Melki     | 23 de julho de 1994 (24 anos)     | 1     | 0    | AFC Eskilstuna   |
| 14  | M    | Nader Matar            | 12 de maio de 1992 (26 anos)      | 25    | 0    | Nejmeh           |
| 15  | M    | Haitham Faour          | 27 de fevereiro de 1990 (28 anos) | 56    | 0    | Ahed             |
| 16  | M    | Shibriko               | 16 de junho de 1991 (27 anos)     | 1     | 0    | Ansar            |
| 17  | D    | Mohamed Zein Tahan     | 20 de abril de 1988 (30 anos)     | 29    | 1    | Safa'            |
| 18  | D    | Walid Ismail           | 10 de novembro de 1984 (34 anos)  | 63    | 1    | Salam Zgharta    |
| 19  | D    | Ali Hamam              | 25 de agosto de 1986 (32 anos)    | 50    | 3    | Nejmeh           |
| 20  | A    | Rabih Ataya            | 16 de julho de 1989 (29 anos)     | 24    | 4    | Ahed             |
| 21  | GR   | Ahmad Taktouk          | 29 de setembro de 1984 (34 anos)  | 2     | 0    | Safa'            |
| 22  | A    | Bassel Jradi           | 6 de julho de 1993 (25 anos)      | 4     | 1    | Hajduk Split     |
| 23  | GR   | Mostafa Matar          | 10 de setembro de 1995 (23 anos)  | 0     | 0    | Salam Zgharta    |

### Qatar
Treinador:  Félix Sánchez Bas
| No. | Pos. | Jogador              | Idade                             | Jogos | Gols | Clube             |
| --- | ---- | -------------------- | --------------------------------- | ----- | ---- | ----------------- |
| 1   | GR   | Saad Al Sheeb        | 19 de fevereiro de 1990 (28 anos) | 41    | 0    | Al-Sadd           |
| 2   | D    | Ró-Ró                | 6 de agosto de 1990 (28 anos)     | 34    | 1    | Al-Sadd           |
| 3   | D    | Abdelkarim Hassan    | 28 de agosto de 1993 (25 anos)    | 71    | 9    | Al-Sadd           |
| 4   | D    | Tarek Salman         | 5 de dezembro de 1997 (21 anos)   | 7     | 0    | Al-Sadd           |
| 5   | M    | Ahmed Fatehi         | 25 de janeiro de 1993 (25 anos)   | 6     | 0    | Al-Arabi          |
| 6   | M    | Abdulaziz Hatem      | 28 de outubro de 1990 (28 anos)   | 44    | 1    | Al-Gharafa        |
| 7   | A    | Ahmed Alaaeldin      | 31 de janeiro de 1993 (25 anos)   | 15    | 1    | Al-Gharafa        |
| 8   | D    | Hamid Ismail         | 16 de junho de 1986 (32 anos)     | 56    | 0    | Al-Sadd           |
| 9   | M    | Khaled Mohammed      | 7 de junho de 2000 (18 anos)      | 0     | 0    | Cultural Leonesa  |
| 10  | A    | Hassan Al-Haydos     | 11 de dezembro de 1990 (28 anos)  | 105   | 23   | Al-Sadd (captain) |
| 11  | A    | Akram Afif           | 18 de novembro de 1996 (22 anos)  | 35    | 11   | Al-Sadd           |
| 12  | M    | Karim Boudiaf        | 16 de setembro de 1990 (28 anos)  | 56    | 4    | Al-Duhail         |
| 13  | D    | Tameem Al-Muhaza     | 21 de julho de 1996 (22 anos)     | 0     | 0    | Al-Gharafa        |
| 14  | M    | Salem Al-Hajri       | 10 de abril de 1996 (22 anos)     | 4     | 0    | Al-Sadd           |
| 15  | D    | Bassam Al-Rawi       | 16 de dezembro de 1997 (21 anos)  | 11    | 0    | Al-Duhail         |
| 16  | M    | Boualem Khoukhi      | 9 de julho de 1990 (28 anos)      | 49    | 12   | Al-Sadd           |
| 17  | M    | Abdelrahman Moustafa | 5 de abril de 1997 (21 anos)      | 1     | 0    | Al-Ahli           |
| 18  | D    | Abdulkarim Al-Ali    | 25 de março de 1991 (27 anos)     | 16    | 1    | Al-Sailiya        |
| 19  | A    | Almoez Ali           | 19 de agosto de 1996 (22 anos)    | 29    | 9    | Al-Duhail         |
| 20  | M    | Ali Afif             | 20 de janeiro de 1988 (30 anos)   | 52    | 9    | Al-Duhail         |
| 21  | GR   | Yousef Hassan        | 24 de maio de 1996 (22 anos)      | 5     | 0    | Al-Gharafa        |
| 22  | GR   | Mohammed Al-Bakri    | 28 de março de 1997 (21 anos)     | 2     | 0    | Al-Khor           |
| 23  | D    | Assim Madibo         | 22 de outubro de 1996 (22 anos)   | 14    | 0    | Al-Duhail         |

## Grupo F

### Japão
Treinador:  Hajime Moriyasu
| No. | Pos. | Jogador              | Idade                             | Jogos | Gols | Clube                 |
| --- | ---- | -------------------- | --------------------------------- | ----- | ---- | --------------------- |
| 1   | GR   | Masaaki Higashiguchi | 12 de maio de 1986 (32 anos)      | 7     | 0    | Gamba Osaka           |
| 2   | D    | Genta Miura          | 1 de março de 1995 (23 anos)      | 5     | 0    | Gamba Osaka           |
| 3   | D    | Sei Muroya           | 5 de abril de 1994 (24 anos)      | 4     | 0    | FC Tokyo              |
| 4   | D    | Sho Sasaki           | 2 de outubro de 1989 (29 anos)    | 3     | 0    | Sanfrecce Hiroshima   |
| 5   | D    | Yuto Nagatomo        | 12 de setembro de 1986 (32 anos)  | 110   | 3    | Galatasaray           |
| 6   | M    | Wataru Endo          | 9 de fevereiro de 1993 (25 anos)  | 15    | 0    | Sint-Truiden          |
| 7   | M    | Gaku Shibasaki       | 28 de maio de 1992 (26 anos)      | 26    | 3    | Getafe                |
| 8   | M    | Genki Haraguchi      | 9 de maio de 1991 (27 anos)       | 40    | 8    | Hannover 96           |
| 9   | M    | Takumi Minamino      | 16 de janeiro de 1995 (23 anos)   | 7     | 4    | Red Bull Salzburg     |
| 10  | M    | Takashi Inui         | 2 de junho de 1988 (30 anos)      | 31    | 6    | Real Betis            |
| 11  | A    | Koya Kitagawa        | 26 de julho de 1996 (22 anos)     | 3     | 0    | Shimizu S-Pulse       |
| 12  | GR   | Shūichi Gonda        | 3 de março de 1989 (29 anos)      | 5     | 0    | Sagan Tosu            |
| 13  | A    | Yoshinori Muto       | 15 de julho de 1992 (26 anos)     | 25    | 2    | Newcastle United      |
| 14  | M    | Junya Ito            | 9 de março de 1993 (25 anos)      | 7     | 2    | Kashiwa Reysol        |
| 15  | A    | Yuya Osako           | 18 de maio de 1990 (28 anos)      | 37    | 10   | Werder Bremen         |
| 16  | D    | Takehiro Tomiyasu    | 5 de novembro de 1998 (20 anos)   | 2     | 0    | Sint-Truiden          |
| 17  | M    | Toshihiro Aoyama     | 22 de fevereiro de 1986 (32 anos) | 11    | 1    | Sanfrecce Hiroshima   |
| 18  | D    | Tsukasa Shiotani     | 5 de novembro de 1988 (30 anos)   | 2     | 0    | Al Ain                |
| 19  | D    | Hiroki Sakai         | 12 de abril de 1990 (28 anos)     | 49    | 1    | Marseille             |
| 20  | D    | Tomoaki Makino       | 11 de maio de 1987 (31 anos)      | 36    | 4    | Urawa Red Diamonds    |
| 21  | M    | Ritsu Doan           | 16 de junho de 1998 (20 anos)     | 5     | 1    | Groningen             |
| 22  | D    | Maya Yoshida         | 24 de agosto de 1988 (30 anos)    | 89    | 10   | Southampton (captain) |
| 23  | GR   | Daniel Schmidt       | 3 de fevereiro de 1992 (26 anos)  | 1     | 0    | Vegalta Sendai        |

### Omã
Treinador:  Pim Verbeek
| No. | Pos. | Jogador              | Idade                             | Jogos | Gols | Clube                  |
| --- | ---- | -------------------- | --------------------------------- | ----- | ---- | ---------------------- |
| 1   | GR   | Ammar Al-Rushaidi    | 14 de fevereiro de 1998 (20 anos) | 1     | 0    | Al-Suwaiq              |
| 2   | D    | Mohammed Al-Musalami | 27 de abril de 1990 (28 anos)     | 79    | 2    | Dhofar                 |
| 3   | D    | Mohammed Faraj       | 26 de abril de 1993 (25 anos)     | 13    | 0    | Al-Wakrah              |
| 4   | A    | Mohamed Khasib       | 24 de março de 1994 (24 anos)     | 1     | 0    | Al-Nahda               |
| 5   | D    | Mohammed Al-Shiba    | 27 de agosto de 1989 (29 anos)    | 63    | 1    | Al-Nahda               |
| 6   | A    | Raed Ibrahim Saleh   | 9 de junho de 1992 (26 anos)      | 83    | 5    | Valletta FC            |
| 7   | A    | Khalid Al-Hajri      | 10 de março de 1994 (24 anos)     | 19    | 11   | Al-Nasr                |
| 8   | M    | Yaseen Al-Sheyadi    | 5 de fevereiro de 1994 (24 anos)  | 20    | 0    | Al-Suwaiq              |
| 9   | A    | Mohammed Al-Ghassani | 1 de abril de 1985 (33 anos)      | 19    | 3    | Saham Club             |
| 10  | M    | Mohsin Al-Khaldi     | 16 de agosto de 1988 (30 anos)    | 43    | 6    | Sohar SC               |
| 11  | D    | Sa'ad Suhail         | 6 de setembro de 1987 (31 anos)   | 103   | 1    | Al-Nassr               |
| 12  | M    | Ahmed Kano           | 23 de fevereiro de 1985 (33 anos) | 162   | 20   | Al-Mesaimeer (captain) |
| 13  | D    | Khalid Al-Braiki     | 3 de julho de 1993 (25 anos)      | 6     | 0    | Al-Nasr                |
| 14  | M    | Ali Al-Jabri         | 29 de janeiro de 1990 (28 anos)   | 50    | 0    | Al-Nahda               |
| 15  | A    | Jameel Al-Yahmadi    | 27 de julho de 1996 (22 anos)     | 24    | 2    | Al-Wakrah              |
| 16  | A    | Muhsen Al-Ghassani   | 27 de março de 1997 (21 anos)     | 10    | 0    | Al-Suwaiq              |
| 17  | D    | Ali Al-Busaidi       | 21 de janeiro de 1991 (27 anos)   | 52    | 1    | Dhofar                 |
| 18  | GR   | Faiz Al-Rushaidi     | 19 de julho de 1988 (30 anos)     | 34    | 0    | Al-Ain                 |
| 19  | D    | Mahmood Al-Mushaifri | 14 de janeiro de 1993 (25 anos)   | 19    | 0    | Al-Nasr                |
| 20  | M    | Salaah Al-Yahyaei    | 17 de agosto de 1998 (20 anos)    | 8     | 2    | Dhofar                 |
| 21  | M    | Mataz Saleh          | 28 de maio de 1996 (22 anos)      | 6     | 1    | Dhofar                 |
| 22  | GR   | Ahmed Al-Rawahi      | 5 de maio de 1994 (24 anos)       | 2     | 0    | Al-Nasr                |
| 23  | M    | Harib Al-Saadi       | 1 de fevereiro de 1990 (28 anos)  | 25    | 0    | Dhofar                 |

### Turcomenistão
Treinador:  Yazguly Hojageldiyev
| No. | Pos. | Jogador                | Idade                             | Jogos | Gols | Clube                |
| --- | ---- | ---------------------- | --------------------------------- | ----- | ---- | -------------------- |
| 1   | GR   | Mammet Orazmuhammedow  | 20 de dezembro de 1986 (32 anos)  | 17    | 0    | Altyn Asyr           |
| 2   | D    | Zafar Babajanow        | 9 de fevereiro de 1987 (31 anos)  | 6     | 0    | Altyn Asyr           |
| 3   | D    | Güýçmyrat Annagulyýew  | 10 de junho de 1996 (22 anos)     | 0     | 0    | Ahal                 |
| 4   | D    | Mekan Saparow          | 22 de abril de 1994 (24 anos)     | 18    | 1    | Altyn Asyr           |
| 5   | D    | Wezirgeldi Ylýasow     | 18 de janeiro de 1992 (26 anos)   | 0     | 0    | Ahal                 |
| 6   | D    | Gurbangeldi Batyrow    | 28 de julho de 1988 (30 anos)     | 7     | 1    | Altyn Asyr           |
| 7   | M    | Arslanmyrat Amanow     | 28 de março de 1990 (28 anos)     | 35    | 8    | FK Buxoro            |
| 8   | M    | Ruslan Mingazov        | 23 de novembro de 1991 (27 anos)  | 20    | 4    | Slavia Prague        |
| 9   | A    | Wahyt Orazsähedow      | 26 de janeiro de 1992 (26 anos)   | 4     | 2    | Altyn Asyr           |
| 10  | A    | Süleyman Muhadow       | 24 de dezembro de 1993 (25 anos)  | 18    | 4    | Ahal                 |
| 11  | A    | Myrat Ýagşyýew         | 12 de janeiro de 1992 (26 anos)   | 5     | 2    | Altyn Asyr           |
| 12  | D    | Serdar Annaorazow      | 29 de junho de 1990 (28 anos)     | 29    | 0    | Altyn Asyr           |
| 13  | M    | Merdan Gurbanow        | 30 de agosto de 1991 (27 anos)    | 4     | 0    | Ahal                 |
| 14  | M    | Ilýa Tamurkin          | 9 de maio de 1989 (29 anos)       | 9     | 0    | Alga Bishkek         |
| 15  | A    | Mihail Titow           | 18 de outubro de 1997 (21 anos)   | 0     | 0    | Altyn Asyr           |
| 16  | GR   | Batyr Babaýew          | 21 de agosto de 1991 (27 anos)    | 0     | 0    | Ahal                 |
| 17  | A    | Altymyrat Annadurdyýew | 13 de abril de 1993 (25 anos)     | 11    | 3    | Altyn Asyr (captain) |
| 18  | M    | Serdar Geldiýew        | 1 de outubro de 1987 (31 anos)    | 20    | 0    | Altyn Asyr           |
| 19  | M    | Ahmet Ataýew           | 19 de setembro de 1990 (28 anos)  | 22    | 0    | Persela Lamongan     |
| 20  | A    | Myrat Annaýew          | 6 de maio de 1993 (25 anos)       | 4     | 0    | Ahal                 |
| 21  | M    | Resul Hojaýew          | 7 de janeiro de 1997 (21 anos)    | 1     | 1    | Altyn Asyr           |
| 22  | GR   | Nikita Gorbunow        | 14 de fevereiro de 1984 (34 anos) | 7     | 0    | Şagadam              |
| 23  | M    | Döwran Orazalyýew      | 14 de outubro de 1993 (25 anos)   | 3     | 0    | Ahal                 |

### Uzbequistão
Treinador:  Héctor Cúper
| No. | Pos. | Jogador               | Idade                             | Jogos | Gols | Clube                   |
| --- | ---- | --------------------- | --------------------------------- | ----- | ---- | ----------------------- |
| 1   | GR   | Ignatiy Nesterov      | 20 de junho de 1983 (35 anos)     | 99    | 0    | Lokomotiv Tashkent      |
| 2   | D    | Akmal Shorakhmedov    | 10 de maio de 1986 (32 anos)      | 32    | 0    | Pakhtakor Tashkent      |
| 3   | D    | Dostonbek Tursunov    | 13 de junho de 1995 (23 anos)     | 3     | 0    | Renofa Yamaguchi        |
| 4   | D    | Farrukh Sayfiev       | 17 de janeiro de 1991 (27 anos)   | 15    | 0    | Pakhtakor Tashkent      |
| 5   | D    | Anzur Ismailov        | 21 de abril de 1985 (33 anos)     | 93    | 2    | Lokomotiv Tashkent      |
| 6   | D    | Davron Khashimov      | 24 de novembro de 1992 (26 anos)  | 19    | 0    | Navbahor Namangan       |
| 7   | A    | Sardor Rashidov       | 14 de junho de 1991 (27 anos)     | 45    | 12   | Lokomotiv Tashkent      |
| 8   | M    | Ikromjon Alibaev      | 9 de janeiro de 1994 (24 anos)    | 9     | 0    | FC Seoul                |
| 9   | M    | Odil Ahmedov          | 25 de novembro de 1987 (31 anos)  | 91    | 17   | Shanghai SIPG (captain) |
| 10  | A    | Marat Bikmaev         | 1 de janeiro de 1986 (33 anos)    | 51    | 9    | Lokomotiv Tashkent      |
| 11  | A    | Jaloliddin Masharipov | 1 de setembro de 1993 (25 anos)   | 14    | 1    | Pakhtakor Tashkent      |
| 12  | GR   | Sanjar Kuvvatov       | 8 de janeiro de 1990 (28 anos)    | 0     | 0    | FC Nasaf                |
| 13  | D    | Oleg Zoteev           | 5 de julho de 1989 (29 anos)      | 17    | 1    | Lokomotiv Tashkent      |
| 14  | A    | Eldor Shomurodov      | 29 de junho de 1995 (23 anos)     | 28    | 6    | FC Rostov               |
| 15  | D    | Egor Krimets          | 27 de janeiro de 1992 (26 anos)   | 34    | 3    | Pakhtakor Tashkent      |
| 16  | M    | Azizbek Turgunboev    | 1 de outubro de 1994 (24 anos)    | 4     | 0    | Navbahor Namangan       |
| 17  | M    | Dostonbek Khamdamov   | 24 de julho de 1996 (22 anos)     | 7     | 0    | Anzhi Makhachkala       |
| 18  | M    | Fozil Musaev          | 2 de janeiro de 1989 (30 anos)    | 22    | 0    | Júbilo Iwata            |
| 19  | M    | Otabek Shukurov       | 22 de junho de 1996 (22 anos)     | 21    | 2    | Al-Sharjah              |
| 20  | D    | Islom Tukhtakhodjaev  | 30 de outubro de 1989 (29 anos)   | 60    | 1    | Lokomotiv Tashkent      |
| 21  | GR   | Utkir Yusupov         | 4 de janeiro de 1991 (28 anos)    | 1     | 0    | Kokand 1912             |
| 22  | M    | Javokhir Sidikov      | 8 de dezembro de 1996 (22 anos)   | 7     | 0    | Kokand 1912             |
| 23  | M    | Odiljon Hamrobekov    | 13 de fevereiro de 1996 (22 anos) | 9     | 0    | FC Nasaf                |

## Estatísticas

### Curiosidades
Cinco jogadores adolescentes foram convocados para a Copa da Ásia de 2019 (2 nascidos em 1999 e 3 em 2000). O mais jovem atleta da competição é o atacante iraquiano Mohammed Dawood, empatado com seu companheiro de seleção Mohanad Ali e o meio-campista qatari Khaled Mohammed. O primeiro nasceu em novembro de 2000, enquanto que os outros 2 jogadores nasceram em junho do mesmo ano (Mohanad Ali no dia 20 e Khaled Mohammed nascera 13 dias antes).
Zheng Zhi, capitão da Seleção Chinesa, é o jogador mais velho, com 38 anos.

### Jogadores por clube
Clubes com 10 ou mais jogadores representados são listados.
| Clube | Jogadores                                                                                           |
| ----- | --------------------------------------------------------------------------------------------------- |
| 11    | Dordoi Bishkek, Altyn Asyr                                                                          |
| 10    | Al-Sadd                                                                                             |
| 9     | Al-Faisaly, Ceres–Negros                                                                            |
| 7     | Al-Riffa, Ahed, Al-Hilal, Buriram United, Ahal, Hà Nội, Al-Ain                                      |
| 6     | Beijing Guoan, Guangzhou Evergrande, Al-Shorta, Dhofar, Al-Ahli, Bangkok United, Lokomotiv Tashkent |
| 5     | Al-Wehdat, Hilal Al-Quds, Al-Duhail, Al-Gharafa, Al-Nassr, Hoàng Anh Gia Lai, Al-Jazira, Al-Wehda   |

### Jogadores pela nacionalidade
| Jogadores | Clubes por federação        |
| --------- | --------------------------- |
| 46        | Qatar                       |
| 31        | Arábia Saudita              |
| 28        | Emirados Árabes             |
| 27        | Tailândia                   |
| 26        | China                       |
| 23        | Índia, Vietnã               |
| 22        | Omã                         |
| 21        | Bahrain, Japão, Jordânia    |
| 19        | Líbano, Turcomenistão       |
| 17        | Coreia do Norte Uzbequistão |
| 16        | Quirguistão                 |
| 15        | Iraque                      |
| 14        | Palestina                   |
| 13        | Irã, Filipinas              |
| 10        | Coreia do Sul               |
| 9         | Iêmen                       |
| 6         | Síria                       |
| 3         | Austrália, Kuwait           |
| 2         | Bangladesh                  |
| 1         | Indonésia, Malásia          |

### Fora da Ásia
| Players | Clubs outside AFC                                                                                           |
| ------- | --- |
| 11      | Alemanha |
| 9       | Inglaterra                                                                                                  |
| 5       | Rússia |
| 4       | Bélgica, Dinamarca, Países Baixos, Turquia                                                                  |
| 3       | Áustria, Itália, Escócia, Espanha, Suécia                                                                   |
| 2       | Chile, Chipre, República Checa, Egito, França, Malta, Portugal                                              |
| 1       | Argentina, Croácia, Greece, Marrocos, Noruega, Polônia, Romênia, Sérvia, Eslovênia, Tunísia, Estados Unidos |